# Trigonomima fuscopoda
Trigonomima fuscopoda là một loài ruồi trong họ Asilidae. Trigonomima fuscopoda được Joseph & Parui miêu tả năm 1997. Loài này phân bố ở miền Ấn Độ - Mã Lai.